# 30minutes
『30minutes』（サーティーミニッツ）は、2004年10月1日から12月17日までテレビ東京で放送されたテレビドラマ。2005年4月から再放送。

## 概要
様々な30分に焦点を当て、一話完結で描いていく。毎回変わるゲストも見所。
続編に『30minutes鬼』がある。

## キャスト

### レギュラー
- バナナマン
  - 日村勇紀
  - 設楽統
- おぎやはぎ
  - 小木博明
  - 矢作兼
- 荒川良々

### ゲスト
- 古田新太（♯1）
- 小沢真珠（♯1）
- 及川奈央（♯2）
- 眞鍋かをり（♯3）
- 加藤夏希（♯5）
- りょう（♯6）
- 松本莉緒（♯7）
- 伊藤裕子（♯9）
- 山田麻衣子（♯10）
- 加藤ローサ（♯11）
- YOU（♯12）

## サブタイトル
| 放送回 | サブタイトル               | 脚本                      | 演出   | 放送日 |
| ------ | -------------------------- | ------------------------- | ------ | ------ |
| #1     | 監督がくる                 | オークラ                  | 大根仁 |        |
| #2     | 忍び込んだ男               | オークラ                  | 大根仁 |        |
| #3     | バカ達の誘拐               | オークラ 設楽統           | 大根仁 |        |
| #4     | みかん                     | 赤堀雅秋 オークラ（構成） | 大根仁 |        |
| #5     | あるパフォーマーのお葬式   | オークラ                  | 大根仁 |        |
| #6     | 小木紹介センター           | ブルースカイ              | 大根仁 |        |
| #7     | 105号室                    | 赤堀雅秋                  | 大根仁 |        |
| #8     | 上ノ森動物園の奇跡         | オークラ                  | 大根仁 |        |
| #9     | セクシーアドバイス         | ブルースカイ              | 大根仁 |        |
| #10    | 戻る                       | オークラ                  | 大根仁 |        |
| #11    | 交通戦隊ジコゼロレンジャー | 設楽統                    | 大根仁 |        |
| #12    | 三太と戸中井               | オークラ                  | 大根仁 |        |

## DVD
- 30 minutes 1～3（2005年4月6日、ポニーキャニオン）
- 30 minutes DVD-BOX（2005年4月6日、ポニーキャニオン）[1]